# Корнволл (Вермонт)
Корнволл (англ. Cornwall) — місто (англ. town) в США, в окрузі Еддісон штату Вермонт. Населення — 1207 осіб (2020).

## Демографія
Згідно з переписом 2010 року, у місті мешкало 1185 осіб у 468 домогосподарствах у складі 344 родин. Було 517 помешкань
Расовий склад населення:
| - 97,8 % — білих - 0,4 % — азіатів - 0,3 % — чорних або афроамериканців - 0,1 % — корінних американців |

До двох чи більше рас належало 1,0 %. Частка іспаномовних становила 1,1 % від усіх жителів.
За віковим діапазоном населення розподілялося таким чином: 23,5 % — особи молодші 18 років, 59,3 % — особи у віці 18—64 років, 17,2 % — особи у віці 65 років та старші. Медіана віку мешканця становила 46,0 року. На 100 осіб жіночої статі у місті припадало 98,8 чоловіків;  на 100 жінок у віці від 18 років та старших — 95,7 чоловіків також старших 18 років.
Середній дохід на одне домашнє господарство  становив 98 771 долар США (медіана — 79 226), а середній дохід на одну сім'ю — 114 467 доларів (медіана — 96 250). Медіана доходів становила 56 538 доларів для чоловіків та 44 464 долари для жінок. За межею бідності перебувало 2,5 % осіб, у тому числі 0,0 % дітей у віці до 18 років та 0,0 % осіб у віці 65 років та старших.
Цивільне працевлаштоване населення становило 572 особи. Основні галузі зайнятості: освіта, охорона здоров'я та соціальна допомога — 38,6 %, роздрібна торгівля — 10,7 %, виробництво — 10,1 %.